# Michaela Bercu
Michaela Bercu (en hebreo: מיכאלה ברקו‎; nacida el 31 de marzo de 1967) es una modelo, actriz y presentadora israelí.

## Primeros años y carrera
Bercu nació en Tel Aviv. Sus padres fueron inmigrantes rumanos en Israel (su padre de Bucarest y su madre de Timișoara). Fue hija única. Ella también habla rumano y posee doble nacionalidad (israelí y rumana). Comenzó su carrera como modelo a los 13 años, cuando su madre la llevó al fotógrafo de moda Menachem Oz. Más tarde firmó con Elite Model Management.
Michaela Bercu es más conocida por su aparición en la portada de noviembre de 1988 de la revista Vogue, en la que llevaba una remera con una cruz enjoyada y un par de jeans gastados, al aire libre y con luz natural. También fue la primera vez que una modelo en la portada de Vogue se mostraba usando jeans. Bercu fue también la primera mujer israelí que apareció en la portada de la revista.
Bercu también apareció en la película estadounidense Drácula, de Bram Stoker como una de las sensuales novias del Conde, película coprotagonizada por Gary Oldman, Keanu Reeves y Monica Bellucci. Ella se retiró brevemente del modelaje a mediados de la década de los años 90 después de casarse, pero regresó en 1999.
Actualmente es presentadora de reportajes en hebreo.

## Vida personal
Michaela Bercu está casada con el empresario Ron Zuckerman. El matrimonio tiene cuatro hijos.

## Filmografía
- Drácula, de Bram Stoker (1992)